# Limnactiniidae
Limnactiniidae is een familie uit de orde van de zeeanemonen (Actiniaria). De familie is voor het eerst wetenschappelijk beschreven door Carlgren in 1921. De familie omvat 1 geslacht en 2 soorten.

## Geslacht
- Limnactinia Carlgren, 1921